# Judasbrevet
Judasbrevet (grekiska: Ιούδα επιστολή) är en skrift som ingår i Nya testamentets brevlitteratur. Brevet består av endast 25 verser och är en av Nya testamentets och Bibelns kortaste böcker. Det är det sista av Nya testamentets så kallade katolska brev; katolsk i betydelsen allmän, då det i likhet med de övriga sex katolska breven – Jakobsbrevet, Första Petrusbrevet, Andra Petrusbrevet och de tre Johannesbreven – inte anses vara riktat till en bestämd person eller församling. Majoriteten av dagens forskare menar dock att brevet är riktat till just en specifik församling.
Författaren av Judasbrevet verkar känna till Jakobsbrevet, och Judasbrevet används i sin tur av författaren av Andra Petrusbrevet. Brevet uppges vara skrivet av Judas, Jakobs bror, och den tidiga kyrkan ansåg denne Judas vara den Judas som uppges vara bror till såväl Jesus som Jakob. Även dagens forskare anser att det är Jesu bror Judas som avses, men är däremot delade vad gäller synen på huruvida brevet verkligen har skrivits av denne eller inte. 
Vem författaren var är svårt att avgöra och brevet tillhör de mer ifrågasatta skrifterna i Nya testamentet. Forskarna är delade i två läger vad gäller synen på vem som skrev brevet, med en viss övervikt för dem som anser att det är ett pseudonymt verk, eller en pseudepigrafi. Det dateras inom ett vitt tidsspann, där det oftast förläggs inom perioden cirka år 50 till en bit in på 100-talet. De som menar att Judas är författaren föredrar den tidigare perioden, oftast 50–70. Som regel dateras dock brevet till omkring sekelskiftet år 100, med vissa som föredrar en något senare tid, medan måhända fler förordar perioden 80–100.
Judasbrevet är att betrakta som ett kortare förmaningstal som varnar för de irrlärare som verkar inom församlingen. Det har en starkt judisk karaktär och en apokalyptisk framtoning. Det har under 1900-talet kallats för den mest försummade boken i Nya testamentet, och har ofta åsidosatts på grund av att det är så kort, men också för att det framstår som så besynnerligt eftersom det åberopar icke-kanoniska skrifter som Första Henoksboken och Moses himmelsfärd som auktoritativa skrifter.

## Författare

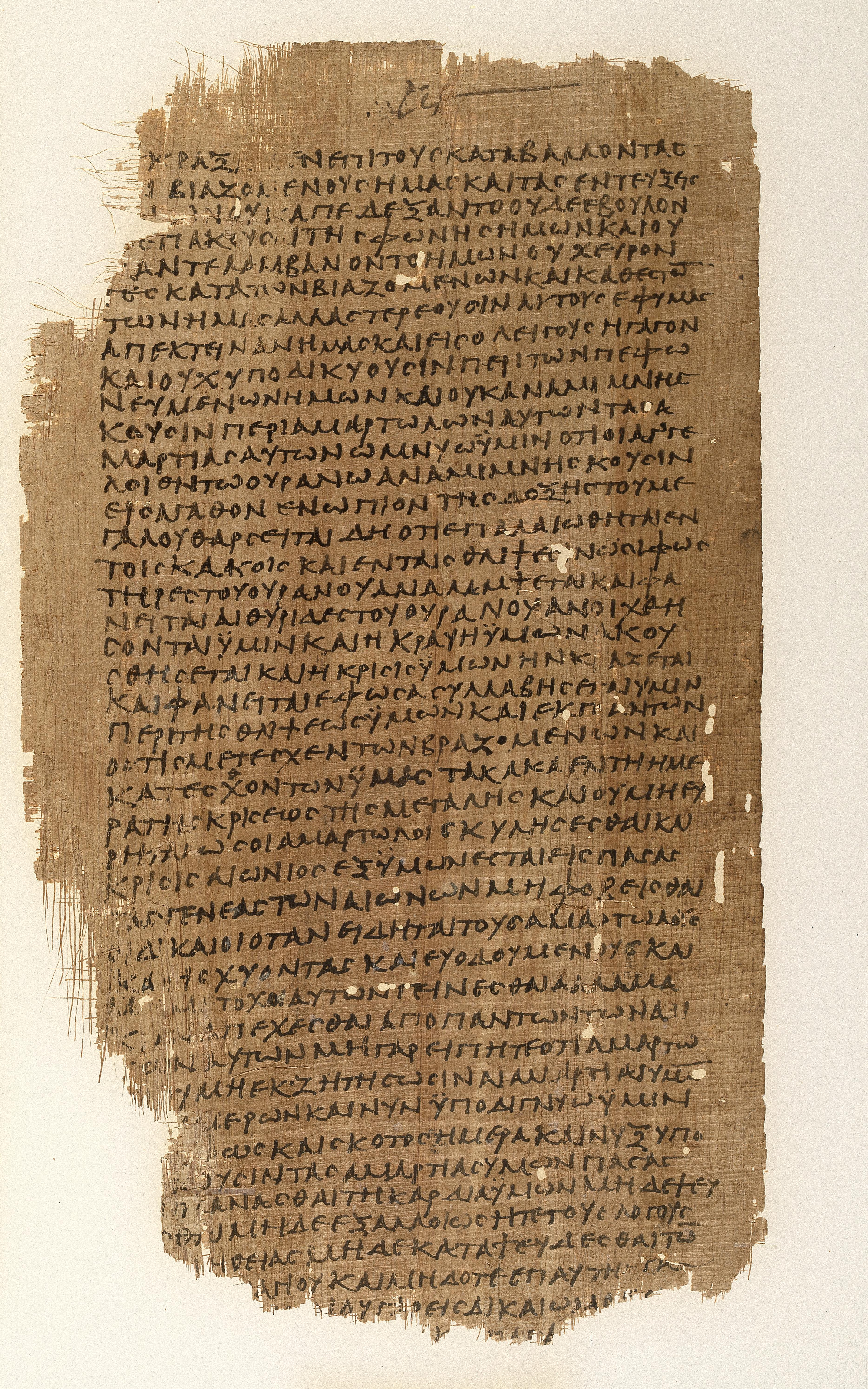
Första Henoksboken på grekiska, från 300-talet. P. Mich. inv. 5552 från Chester Beatty-papyri XII, verso.

Författaren uppges i inledningen vara ”Judas, Jesu Kristi tjänare, Jakobs bror”. Detta utgör emellertid ingen fullständig identifiering av författaren, eftersom det aldrig sägs vilken Jakob som avses. Sedan åtminstone år 200 har denne Judas dock uppfattats som varande Jesu broder Judas som omnämns i Markusevangeliet tillsammans med bland andra Jakob. Nutida forskare anser också att författaren av brevet har velat identifiera sig som denne Judas oavsett vem författaren egentligen var. Däremot är man delad i synen på författarskapet, om brevet har skrivits av Jesu broder Judas eller inte. Det finns en stor samstämmighet om att författaren har judisk bakgrund, talar ett semitiskt språk och känner de hebreiska skrifterna på hebreiska och Första Henoksboken på arameiska.
Fem personer i Nya testamentet bär namnet Judas (grekiska: Ιούδας): lärjungen och förrädaren Judas Iskariot (omnämns totalt 22 gånger), en annan av de tolv lärjungarna, Judas, Jakobs son, Judas från Galileen, Judas som äger ett hus och Judas som kallades Barsabbas.
Brevets Judas kan inte gärna avse någon av de två bland de tolv lärjungarna som bar detta namn. Den ene var förrädaren Judas Iskariot, och han kan rimligen inte avses. Den andre var son, och inte bror till Jakob. Eftersom ingen känner till något om den Judas, Jakobs son, som nämns i listan över de tolv, menar forskare som regel att det saknas goda skäl att anta att denne har skrivit detta brev. Några få forskare har argumenterat för att Judas Barsabbas är författaren och att då broder ska ses som trosbroder och medarbetare till Jakob. Men detta är en ovanlig uppfattning eftersom den Judas Barsabbas som omtalas i Apostlagärningarna inte uppges ha en bror som hette Jakob, och definitivt inte en bror som var så berömd att denne inte behövde någon ytterligare identifiering utöver namnet Jakob.
Det anses osannolikt att detta korta brev som i stor utsträckning består av angrepp på irrlärare och är fyllt av invektiv, skulle ha ansetts ha en sådan teologisk relevans att det upptagits i den kristna kanon, såvida man inte ansett att det har skrivits av en person med stor auktoritet, som Jesu broder Judas. Grunden till att identifiera sig som en broder till Jesus var att erhålla den nödvändiga auktoriteten för att få genomslag för sin uppfattning. Eftersom författaren redan i första versen identifierar sig som Jakobs bror Judas, och de enda Judas och Jakob som uppges vara bröder i Nya testamentet är Jesu bröder i Mark 6:3, menar forskarna som regel att det är denne Judas som åsyftas. Dessutom var det normala sättet för identifikation att hänvisa till sin far, inte sin bror, såvida nu inte brodern var exceptionellt välkänd. Och den överlägset mest kände Jakob var Jesu broder Jakob, ledare för kyrkan i Jerusalem.
Av denna anledning menar sig författaren med största säkerhet vara bror till både Jesus och Jakob. Det finns därmed goda skäl att anta att författaren av detta brev påstår sig vara den mest kände Judas, då Jesu broder Judas som nämns i Mark 6:3 tillsammans med Jakob, Joses och Simon.

## Datering
Det är svårt att ange en tillkomsttid för brevet, och endast kvalificerade gissningar anses vara möjliga. En avgörande fråga för dateringen är om författaren verkligen är Jesu broder Judas eller någon annan okänd person. Forskarna är oeniga om vem som skrev brevet och när det skrevs. De oftast förekommande förslagen till datering ligger mellan åren 50 och 110. De som anser att Judas skrev brevet kan förlägga det till perioden ungefär 50–60, medan de som betvivlar detta kan datera det till 100-talet. Under det senaste århundradet har brevet daterats inom ett mycket vitt tidsspann, från 50-talet ända till sent 100-tal, eftersom man ansåg att författaren vände sig mot gnostiker. Detta är dock en uppfattning som dagens forskare i stor omfattning har övergett, men oenigheten kvarstår om än brevet numera sällan dateras till speciellt långt in på 100-talet.
Ett mindre antal forskare daterar skriften till 50-talet, många daterar den till 90–100. Lars Hartman skriver att det stora flertalet forskare daterar brevet till cirka år 100. Bart D. Ehrman daterar brevet till relativt sent under nollhundratalet. Udo Schnelle skriver att brevet vanligtvis dateras till någon gång i perioden 80–120 och att han föredrar den tidigare delen av denna period, cirka 80–100. Helmut Koester menar också han att brevet troligen är skrivet mot slutet av nollhundratalet. Richard Bauckham argumenterar för en tillkomst under perioden cirka 75–100 medan Peter Davids inte specificerar tiden mer noggrant än slutet av nollhundratalet.
Judasbrevets författare förefaller också känna till Jakobsbrevet, vilket brukar dateras till perioden cirka 70–100, och Judasbrevet måste i så fall vara senare än detta. Författaren identifierar sig inte bara som bror till Jesus och Jakob, utan röjer också att han är nära förbunden med Jakobsbrevet genom att imitera dess stil och bland annat använda exakt samma identifikationsfras i ”Jesu Kristi tjänare” (grekiska: Ἰησοῦ Χριστοῦ δοῦλος). Eftersom Andra Petrusbrevet i sin tur synes bygga på Judasbrevet, måste Judasbrevet ha skrivits före Andra Petrusbrevet, vilket oftast förläggs till någon gång i perioden 125–150. De som antar att Judas har skrivit brevet brukar ofta förlägga dess tillkomst till 70-talet. Även om man daterar brevet till cirka år 80 är det fortfarande möjligt att hävda att Judas, som en yngre bror till Jesus, skulle ha kunnat vara i livet och därmed också ha kunnat skriva brevet.

## Bevittnande

### 2 Petrus bygger på Judas

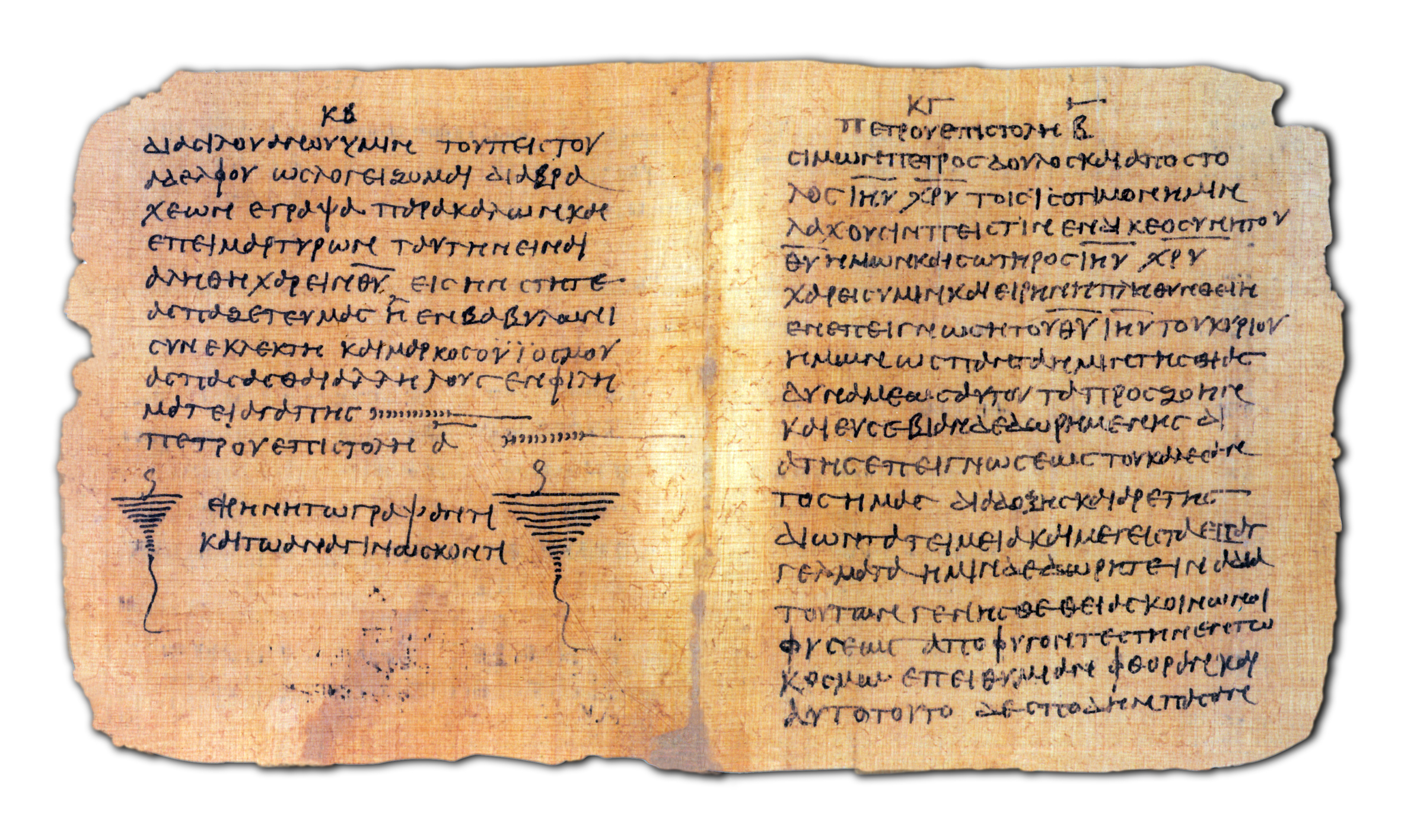
Papyrus Bodmer VIII, P^{72}, från ca år 300. Denna papyrusskrift innehåller det äldsta textvittnet till Judasbrevet. På bilden ovan visas dock slutet av Första Petrusbrevet och början av Andra Petrusbrevet.

Merparten av Judasbrevet ingår också i Andra Petrusbrevet. I dess andra kapitel återges nästan hela Judasbrevet, om än med många ändringar. Författaren av Andra Petrusbrevet har i 2:1–3:3 infogat material från Judasbrevet 4–18, men det rör sig sällan om exakta citat utan kan snarare betraktas som fria parafraser, där cirka 28 % av Judasbrevets ord i detta avsnitt återfinns i motsvarande avsnitt i Andra Petrusbrevet. För de flesta forskare är det uppenbart att författaren använt Judasbrevet på ungefär samma sätt som författarna av Matteusevangeliet och Lukasevangeliet använt Markusevangeliet. Eftersom den dominerande och överlägset vanligaste uppfattningen i dag är att författaren av Andra Petrusbrevet bygger på Judasbrevet, och inte tvärtom, måste Judasbrevet ha skrivits före Andra Petrusbrevet, vilket i sin tur brukar dateras till någon gång perioden cirka 125–150.

### Övriga bevittnanden
Judasbrevet är möjligen bevittnat under 100-talet av Polykarpos (ca 120–140), i Barnabasbrevet (ca 100–130), av Athenagoras (ca 180) och av Theofilos av Antiochia (ca 180), även om sambanden är vaga och likheterna mellan vissa uttryck i Judasbrevet och formuleringar hos dessa författare kan bero på att man inom kyrkan hade ett gemensamt liturgiskt språk. Brevet är betydligt säkrare bevittnat av Klemens av Alexandria (ca 200). Kyrkofader Eusebios av Caesarea skriver i början av 300-talet att Klemens accepterade Judasbrevet i sin samling av auktoritativa skrifter. Tertullianus antyder att brevet på hans tid (ca 200) förelåg i översättning till latin. Brevet accepterades fullt ut i kanon av Athanasios år 367. Judasbrevet omnämns också i Muratoriekanon (ca 170–ca 400).
Judasbrevet var dock också ifrågasatt i den tidiga kyrkan. Kyrkofader Eusebios av Caesarea skriver i början av 300-talet att vissa menade att brevet var förfalskat och att inte många i den äldre tiden använt det, fastän det nu var i allmänt bruk i många församlingar. Kyrkofader Hieronymus skriver tidigt på 400-talet att många avvisade brevet eftersom det citerar ur en icke-kanonisk skrift som Första Henoksboken, men att brevet likväl genom dess ålder och bruk räknas till de heliga Skrifterna.
I mitten av 200-talet kände Origenes till att brevet var ifrågasatt men visade själv inga tecken på att ifrågasätta det. Lee Martin McDonald menar emellertid att om man hävdar att Origenes ansåg att Judasbrevet räknades till kanon bara för att han citerade det, då måste rimligen också Barnabasbrevet, Hermas Herden och Didache räknas till kanon, eftersom han åberopade dem på samma sätt.
Tertullianus undrar cirka år 200 hur Henoksboken kan ha överlevt syndafloden (profeten Henok skulle ha levt före denna) och till stöd för dess äkthet åberopar att Judasbrevet citerar den, vilket tyder på att Tertullianus förväntade sig att hans läsare skulle betrakta Judasbrevet som en auktoritativ skrift.

### Handskriftsläget
Den allmänt ansett äldsta bevarade handskriften av inte bara Judasbrevet utan också Första Petrusbrevet och Andra Petrusbrevet, är P72 från cirka år 300. Eftersom det i denna kodex, utöver dessa tre skrifter, också ingår apokryfiska skrifter som inte anses tillhöra den nytestamentliga kanon och eftersom skribenten dessutom behandlat Judasbrevets text utan större omsorg, förefaller det som åtminstone denne inte har betraktat brevet som om det tillhörde kanon. Det finns ytterligare en handskrift av Judasbrevet från ungefär samma tid. P78 dateras också till cirka år 300 men innehåller endast ett fragment av Judasbrevet. På några ställen skiljer sig våra bästa handskrifter åt, och det finns därför en viss osäkerhet om vad brevet ursprungligen sade.

### Synen på brevet som kanoniskt

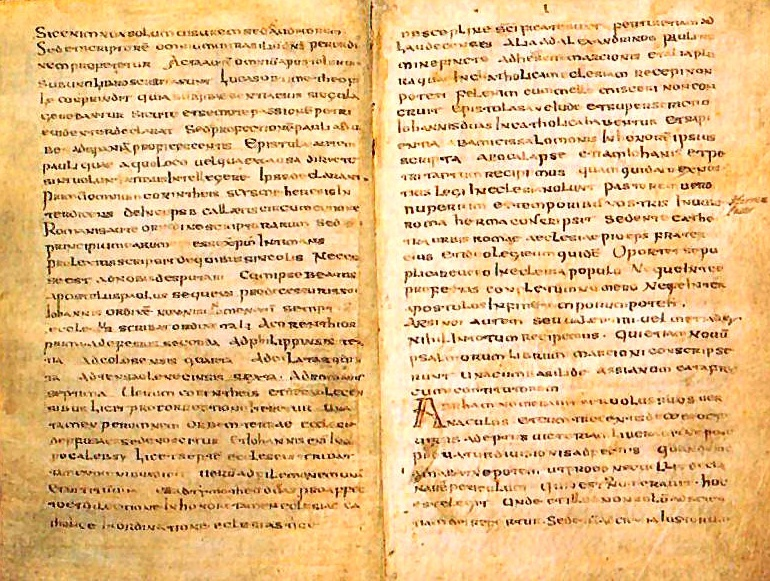
Cod. J 101 sup. från Bibliotheca Ambrosiana i Milano. Uppslaget utgör raderna 32–85 av Muratoriekanon vari Judasbrevet också omnämns. Forskarsamhället är splittrat i uppfattningen om när Muratoriekanon skrevs, med en grupp som anser att den skrevs i slutet av 100-talet eller omkring år 200 och en annan grupp som föredrar senare delen av 200-talet eller 300-talet.

Således förefaller de äldsta vittnena som också nämner brevet omkring år 200, Klemens, Tertullianus och möjligen också Muratoriekanon, betrakta Judasbrevet som en skrift tillhörande den kristna kanon – så också Origenes i mitten av 200-talet. Eusebios bevittnar att brevet betraktades som apostoliskt inom de flesta församlingar och Athanasios listar det år 367 som en av skrifterna i kanon. Men andra, och då främst Hieronymus (347–419), ifrågasätter brevets auktoritet.
Judasbrevet förefaller därför rätt tidigt ha betraktats som en auktoritativ kristen skrift av åtminstone vissa, men likväl ha varit ifrågasatt av andra under lång tid, till och med efter Athanasios’. Huvudorsaken till varför brevet inte ansågs tillhöra de skrifter som skulle utgöra kanon, verkar dock ha varit att det förlitade sig på icke-kanoniska skrifter som Första Henoksboken som auktoritativa skrifter. Denna omständighet förefaller emellertid inte ha utgjort något problem för de tidiga kristna, utan problemen bland kristna uppkom på 200-talet.

## Tidig datering med Judas som författare
Till stöd för att Judas, brodern till Jesus och Jakob, har skrivit detta brev brukar åberopas författarens förtrogenhet med den hebreiska Bibeln, det som kristna senare skulle benämna Gamla testamentet, och med andra traditioner och judiska skrifter som förekom bland palestinska judar, då Första Henoksboken och Moses himmelsfärd. Vidare anses också författarens identifiering av sig själv som Judas, brodern till Jesus, och därmed hans auktoritet som medlem av Jesu familj, tala för att det verkligen är denne Judas som har skrivit brevet. Andra typiskt judiska uttryck som brevets apokalyptiska ton, dess etiska inriktning och intresset för änglar, dess eskatologiska förväntningar och klara fokus på Jesu parousia (grekiska: παρουσία), hans snara ankomst, talar för att författaren är judisk och kanske från Palestina, vilket skulle stämma med Judas som författare. Brevet finns dessutom rätt tidigt bevittnat och traditionen tillskriver brevet Judas, medan invändningarna mot dess ställning i kanon huvudsakligen synes ha berört dess innehåll och inte frågan om vem författaren var.
Frånsett de skäl som anförts för att brevet har skrivits sent, är den enda större invändningen mot Judas som författare av brevet dess goda grekiska, som ansetts vara för bra för att ha kunnat skrivas av en galileisk jude uppvuxen i en småbrukarfamilj. Den omständigheten att grekiskan, som skulle vara ett andraspråk för en judisk bondson från Galileen som Judas, är så pass bra och med ett så stort ordförråd, förklaras ofta av dem som menar att Judas är brevets författare, med att någon annan som behärskade grekiska har hållit i pennan och utformat brevet på grekiska. Richard Bauckham, som anser att Judas sannolikt är författaren, menar likväl att argumentet att han använt sig av en grekiskspråkig sekreterare i möjligaste mån bör undvikas, eftersom författarens tankar och avsikter är oskiljbara från textens noggrant utformade formuleringar. Flera menar dessutom att om apostlarna missionerat i romarriket där det gemensamma språket var grekiska, skulle de också ha haft möjlighet att tillägna sig språket. Bauckham menar att brevets ordförråd är mer imponerande än dess litterära stil och att detta skulle kunna tyda på att det har skrivits av en person som tillägnat sig språket senare i livet.

## Sen datering med anonym författare

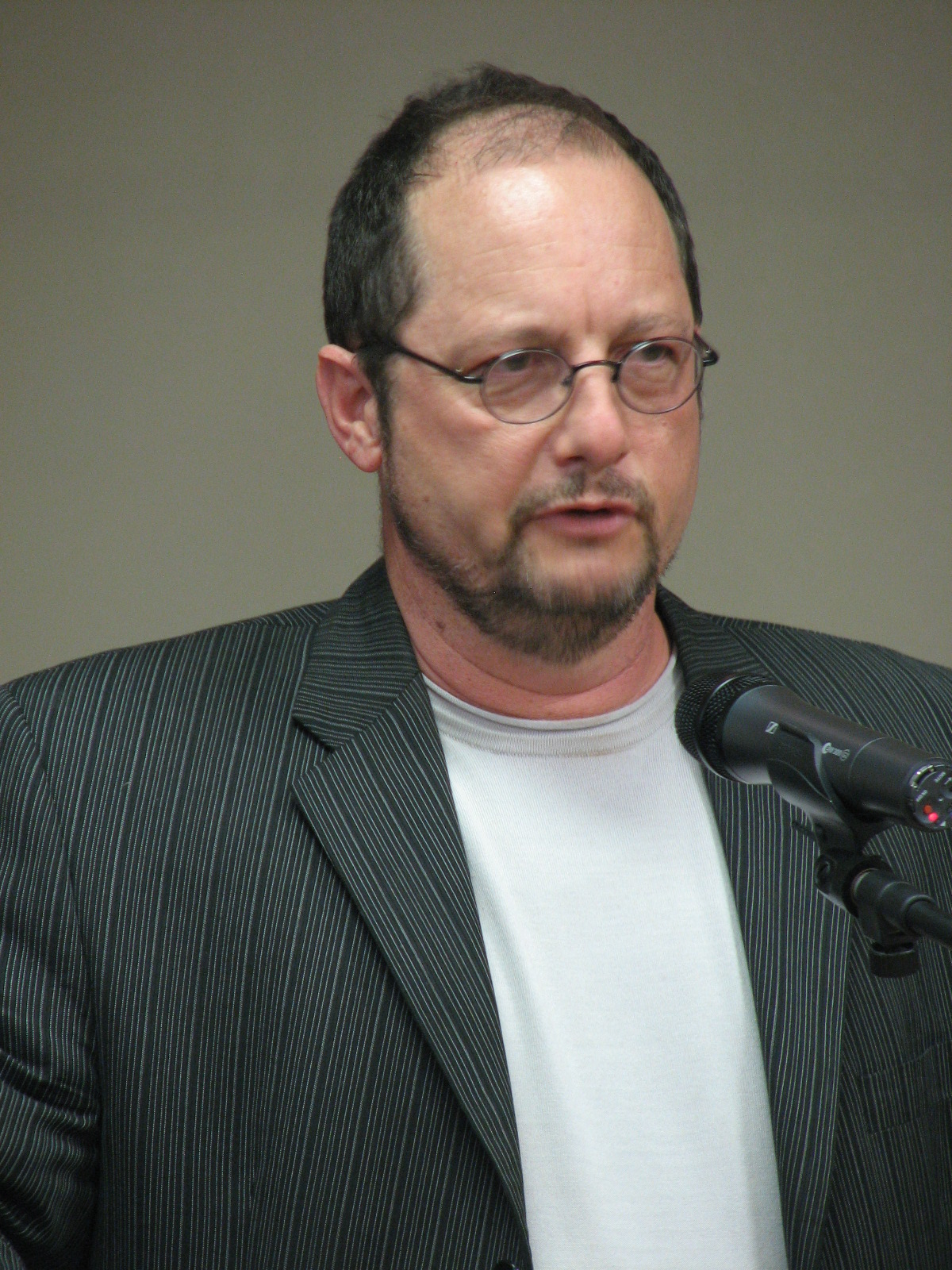
Bart D. Ehrman, som menar att det är mycket osannolikt att Judas, uppvuxen som en vanlig arameisktalande arbetare från Galileen, har skrivit Judasbrevet, eftersom det förutsätter att han skulle behärska tre språk och kunna skriva flytande grekiska.

De orsaker som brukar åberopas till stöd för att brevet bör ha tillkommit relativt sent under nollhundratalet eller tidigt under 100-talet innefattar: 1) Apostlarna sägs ha verkat i det förgångna och då ha förutspått ”den sista tiden”, vilken antas vara den tid då författaren lever (Jud 17–18). 2) Författaren talar om den kristna ”tron” på ett sätt som i övrigt bara förekommer i de sena pseudo-paulinska pastoralbreven. 3) Liksom är fallet med Jakobsbrevet, Första Petrusbrevet och Andra Petrusbrevet skriver författaren mycket bra grekiska, något exempelvis Bart D. Ehrman anser att man inte kan tillägna sig bara genom missionsarbete, utan att det kräver år av grundliga studier. Språket är rikt och effektivt och där förekommer såväl speciella uttryck som ovanliga ord. Därutöver har författaren kännedom om grekiska idiom och äger en retorisk skicklighet med förmåga att utnyttja språkets finare nyanser.
Utöver att fullständigt behärska grekiska, verkar författaren också ha kunnat hebreiska (genom att till synes använda den hebreiska Bibeln) och arameiska (genom att antagligen använda Första Henoksboken på det språket). Richard Bauckham menar att författaren verkligen var bekant med den hebreiska Bibeln, mer så än med Septuaginta. Det förefaller också som om författaren känner Första Henoksboken på såväl grekiska som arameiska.   
Ehrman menar att det är mycket osannolikt att Judas, en bror till Jesus och son till en vanlig arameisktalande bonde och arbetare från en liten by i Galileen, skulle behärska tre språk och till synes utan ansträngning skriva flytande på ett främmande språk. Han menar att brevet nästan helt säkert inte skrevs av Jesu broder Judas, utan av en välutbildad grekisktalande och -skrivande kristen som kunde förmedla mångfalden både i den hebreiska Bibeln och i arameisk litteratur. (Vad gäller svårigheten för en outbildad arbetare, som en jordbrukare eller fiskare från den galileiska landsbygden som Judas antas ha varit, att kunna författa ett brev på grekiska, se Andra Petrusbrevet, läs- och skrivkunnigheten i Galileen.)
Lars Hartman menar att det som talar emot att Judas har skrivit brevet, utöver att det är skrivet på en så god grekiska, är 1) att det riktar sig till hednakristna och det är svårt att föreställa sig att Judas skulle ha vänt sig till dem, 2) att apostlatiden verkar ha passerat (Jud 17), och 3) att trosbegreppet synes höra till en senare tid.
Ytterligare orsaker som anses tala emot att Judas skrivit brevet är att om han vore den Judas som var bror till Jesus, borde han ha identifierat sig som sådan, och inte bara som bror till Jakob; att beteckningen broder (grekiska: ἀδελφός) är ett tvetydigt uttryck som i Nya testamentet ofta används i betydelsen medarbetare, exempelvis om Timotheos,  och därför inte behöver avse en biologisk broder; att föreställningen om en tradition (Jud 3, 20), tvisten mellan ortodoxi och kätteri, 
och hanteringen av förekomsten av irrlärare som tecken på att man lever i de sista dagarna pekar på en senare tid (som den som är synlig i Timotheosbreven, Johannesevangeliet och Didache), och att Judasbrevet 17–18 tyder på att författaren lever i en tid då han från en framtid ser tillbaka på apostlarnas tid som den tid då tron grundlades. Udo Schnelle menar att det är mycket sannolikt att Judasbrevet är en pseudepigrafi i vilken en okänd judekristen åberopar Jesu broder som stöd i en vid den tiden aktuell kontrovers.

## Brevets innehåll

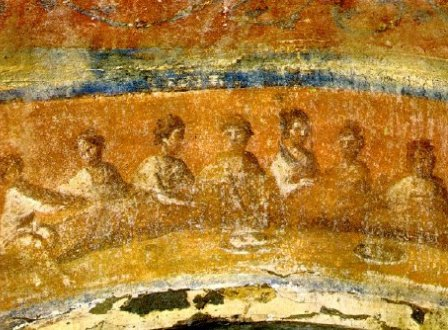
En agapemåltid återgiven i en målning i det grekiska kapellet i Priscillakatakomben i nordöstra Rom.

Judasbrevet inleds med en välsignelse och en hälsningsfras som identifierar författaren som en viss Judas, broder till Jakob. Brevet består huvudsakligen av kritik av den omoraliska hållningen hos dem som församlingsmedlemmarna bör undvika. Brevet vänder sig mot irrlärare inom den kristna gemenskapen, gudlösa människor som har nästlat sig in i kyrkan och förnekar Gud och herren Jesus Kristus (Jud 3–4). De hotas med samma straff som de straff som drabbade Israel i öknen, de fallna änglarna och Sodom och Gomorra (Jud 5–7). Författaren argumenterar emot (gnostiska) kättare som menar sig vara de verkligt andliga människorna, (Jud 19) och vilka därför av författaren betraktas som en fara för de församlingar där de verkar och deltager och festar vid agaperna, kärleksmåltiderna (Jud 12). Irrlärarna sägs skända kroppen, förneka högre makter och smäda himmelska väsen; likt Kain, Bileam och Korach (som satte sig upp emot Mose i 4 Mos 16) ägnar de sig åt att förstöra församlingslivet, men som Henok hade förutspått kommer de själva att straffas å det förfärligaste (Jud 8–16). Läsaren av brevet ska minnas apostlarnas lära och att de förutsåg att hädare skulle uppträda i den sista tiden (Jud 17–19). De uppmanas att hålla fast vid tro, bön, kärlek och hopp om den slutliga frälsningen (Jud 20–21), samt att kombinera fruktan för synden med medkänsla och förbarmande (Jud 22–23). Brevet avslutas med en doxologi, en lovprisning (Jud 24–25).

### Författarens avsikter
De flesta finner detta mycket korta verk för negativt, för föråldrat och för apokalyptiskt för att vara av speciellt stort värde. Brevet tar mycket liten plats inom den nytestamentliga forskningen och för en än mer undanskymd tillvaro i dagens kristna liv och gudstjänstordning.
Judasbrevets få beundrare kan bero på dess korthet, dess uppenbara avsaknad av uppbyggelseteologi och dess skarpa polemik mot dem som författaren upplever som kyrkans fiender. Andra, som Richard Bauckham, menar dock att polemiken i första hand utgör ett stöd för brevets centrala tema, som enligt honom är en maning till att kämpa för tron (Jud 3–4, 20–23). Han menar att den polemiska sektionen i brevet inte enbart är ett fördömande, utan också en noggrant sammansatt uttolkning där författaren hävdar att hans motståndares lössläppthet identifierar dem som syndare i de sista dagarna, och om vilkas straffdom det profeterades i Skriften och i den apostoliska förkunnelsen.

### Vilka författaren vänder sig emot
Brevet varnar för farliga inkräktare som enligt författaren förefaller vara kristna, men inte är det (Jud 4). Ingenstans framgår dock tydligt vad dessa inkräktare lärde och trodde. Det är endast deras sätt att uppträda som avslöjar dem. Det är svårt att identifiera dessa inkräktare, och de brukar uppfattas som gnostiker rent generellt eller som antinomiska gnostiker, förgnostiker eller personer med gnostiska tendenser. Det går inte att avgöra om de tillhörde församlingen, alternativt församlingarna, eller om de var kringvandrande missionärer. 
Brevet är ställt till en judisk församling i syfte att förmå Kristustroende att förskjuta de irrlärare som verkar där och hålla fast vid apostlarnas lära. Fastän brevet betecknas som katolskt i betydelsen allmän (grekiska: καθολική, katholikē), och alltså skulle vända sig till kristna i allmänhet, är den dominerande uppfattningen bland dagens forskare att brevet är ställt till en bestämd församling. Det rör sig i så fall sannolikt om en judekristen församling med apokalyptiska föreställningar och där Henokstraditionen var levande.